# Scelio princeps
Scelio princeps är en stekelart som beskrevs av Nixon 1958. Scelio princeps ingår i släktet Scelio och familjen Scelionidae. Inga underarter finns listade i Catalogue of Life.